# Борківське сільське поселення (Удмуртія)
Бо́рківське сільське поселення — муніципальне утворення в складі Камбарського району Удмуртії, Росія. Адміністративний центр — селище Борок.
Населення становить 614 осіб (2019, 682 у 2010, 793 у 2002).

## Склад
До складу поселення входять такі населені пункти:
| Населений пункт           | Населення, осіб (2002) | Населення, осіб (2010) |
| ------------------------- | ---------------------- | ---------------------- |
| Армязь, селище            | 174                    | 161                    |
| Борок, селище             | 546                    | 464                    |
| Дома 12 км, без статусу   | 0                      | -                      |
| Дома 1152 км, без статусу | 8                      | 4                      |
| Дома 1153 км, без статусу | 3                      | 16                     |
| Дома 1155 км, без статусу | 31                     | 12                     |
| Савино, присілок          | 31                     | 25                     |

В поселенні діють загальна школа та садочок (Борок), лікарня (Борок), 2 бібліотеки (Армязь, Борок), клуб (Борок) та 2 фельдшерсько-акушерських пункти. Серед підприємств працюють комбінат «Горизонт» та ОПС «Борок».